# タック牧田
タック牧田（ - まきた）（本名、牧田隆）はワシントン州シアトル出身のスポーツ写真家。関西学院大学在学中はアメリカンフットボール部に所属した。大学卒業後、1961年にアメリカに留学、その後、海兵隊に入り原子力潜水艦での勤務も経て1964年にAFLのニューヨーク・ジェッツの専属フォトグラファーとなった。1974年からNFL公式カメラマンとなっている。ニュージャージー州在住。スーパーボウルを第1回から取材しており日本で行われたアメリカンボウルの際には来日を果たしている。NFLだけを撮影しているのではなくケンタッキーダービーやインディ500なども撮影している。

## 人物
関西学院大学アメリカンフットボール部でプレイし、1953年、1954年と甲子園ボウルでの優勝を2回経験している。関西学院大学学長となった武田建もチームメートだった。
1961年に売り子をして働いていた際、ニューヨーク州知事であったネルソン・ロックフェラーからのチップの受け取りを断ったことがある。
君たちが怪我をしてもかまわないがウチの選手に怪我させたら許さないといったNFLのアシスタントヘッドコーチを柔道の体落としで投げ飛ばし、その後コーチを制止しようとした仲間のカメラマンとあわせて2人を一気に一本背負いで投げ飛ばしたことがある。
アメリカの大学院で経営学、法学、社会学、心理学、教育学の修士号を取っている。

## 著書
- 『神にもっとも近づいた男－ジョー・モンタナの足跡』 （勁文社、1990年8月）ISBN 4-766-91268-3
- 『自分一人のNFLフットボール―痛快スポーツ文化論』（タッチダウン社、1991年1月）ISBN 4-924-34238-6
- 『フットボール・ラヴ・コール』（南雲堂、1992年8月）ISBN 4-523-51314-7
- 『NFL症候群につける薬』（ベストセラーズ、1993年7月 ISBN 4-584-18158-6
- 『NFLハンドブック (1993)』（南雲堂、1993年11月）ISBN 4-523-51316-3
- 『これがNFLだ! プロフットボールと共に30年』（ベースボール・マガジン社、1994年11月）ISBN 4-583-03179-3